# Ямбулос
Ямбулос (грец. Ἰάμβουλος, лат. Iāmbulus, інколи Ямбул нар. II ст. до р. х.) - грецький письменник і лікар набатейського походження. Його фантастичний та утопічний роман про щасливе покоління, що живе на сонячному острові десь в Індійському океані, зберігся в бібліотеці Діодора (Книга II, 55 – 60). У книжці можна побачити сущий вплив стоїків та кініків. Своєю чергою Ямбулос вплинув на пізніші утопічні романи, як античні, так і сучасні.